# Agata Indijanci
Agata (pl. Agataes), indijansko pleme jezične porodice Chibchan nastanjeno u 15. i 16. stoljeću na rijeci Magdaleni u Kolumbiji, na području današnjeg departmana Norte de Santander. Agataes Indijanci i njima susjedni Yarigüíes, Chitareros, Lache i drugi živjeli su od agrikulture i poznavali su lončarstvo. 
Na McQuown/Greenberg listi Agataes se jezično svrstavaju zajedno s plemenima Chibcha, Duit, Sinsiga i Tunebo užoj grani pravih Chibcha. Tunebo su iz ove grupe jedino preživjelo pleme.  